# 3 aprilie
ianuarie • februarie • martie  • aprilie  • mai  • iunie  • iulie  • august  • septembrie  • octombrie  • noiembrie  • decembrie
3 aprilie este a 93-a zi a calendarului gregorian și ziua a 94-a în anii bisecți. Mai sunt 272 de zile până la sfârșitul anului.

## Evenimente

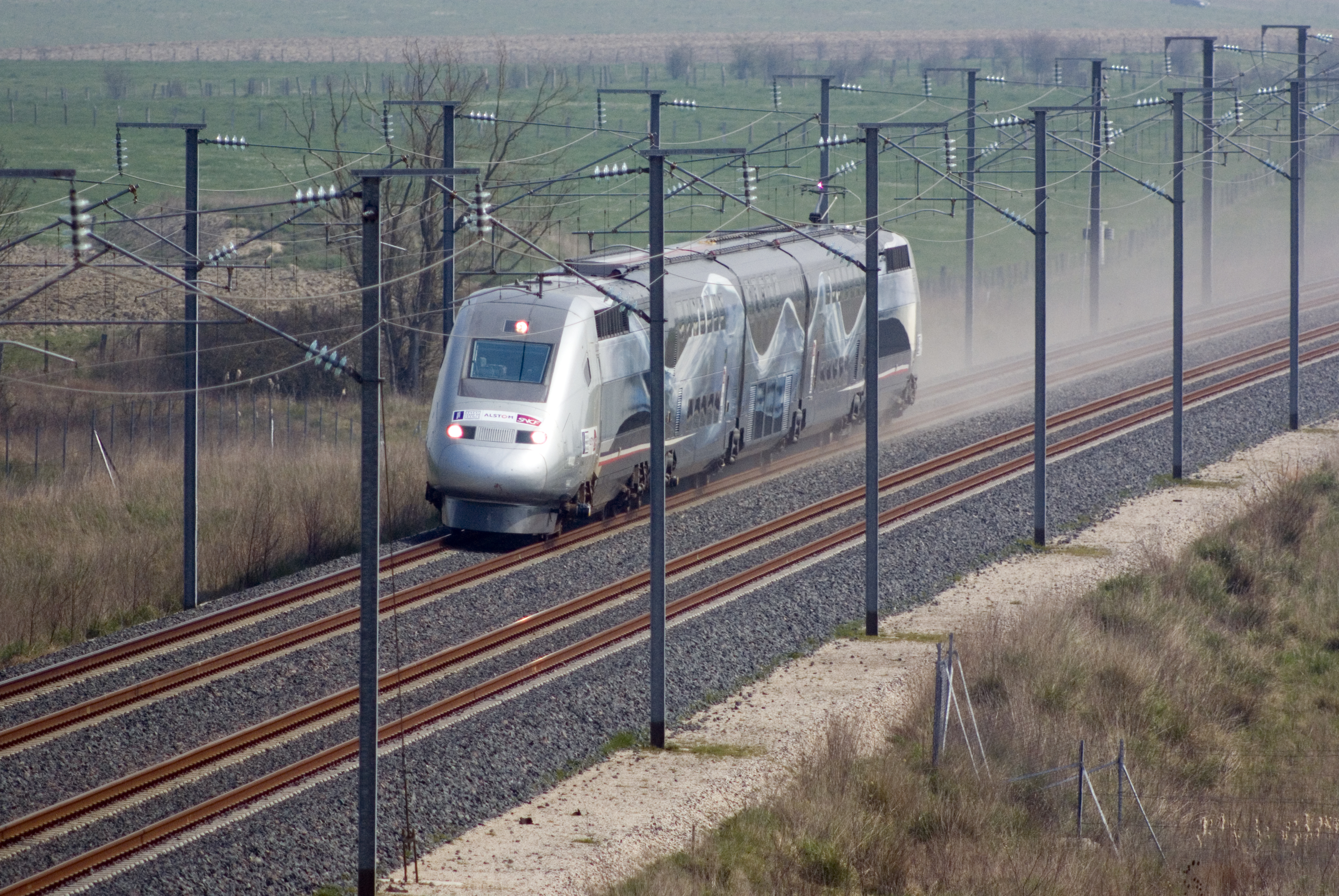
2007: Un tren de mare viteză TGV transformat, V150, atinge 574,8 km/h pe ruta Strasbourg-Paris, stabilind un nou record de viteză pentru vehiculele feroviare cu roți, record deținut anterior de TGV Atlantique.

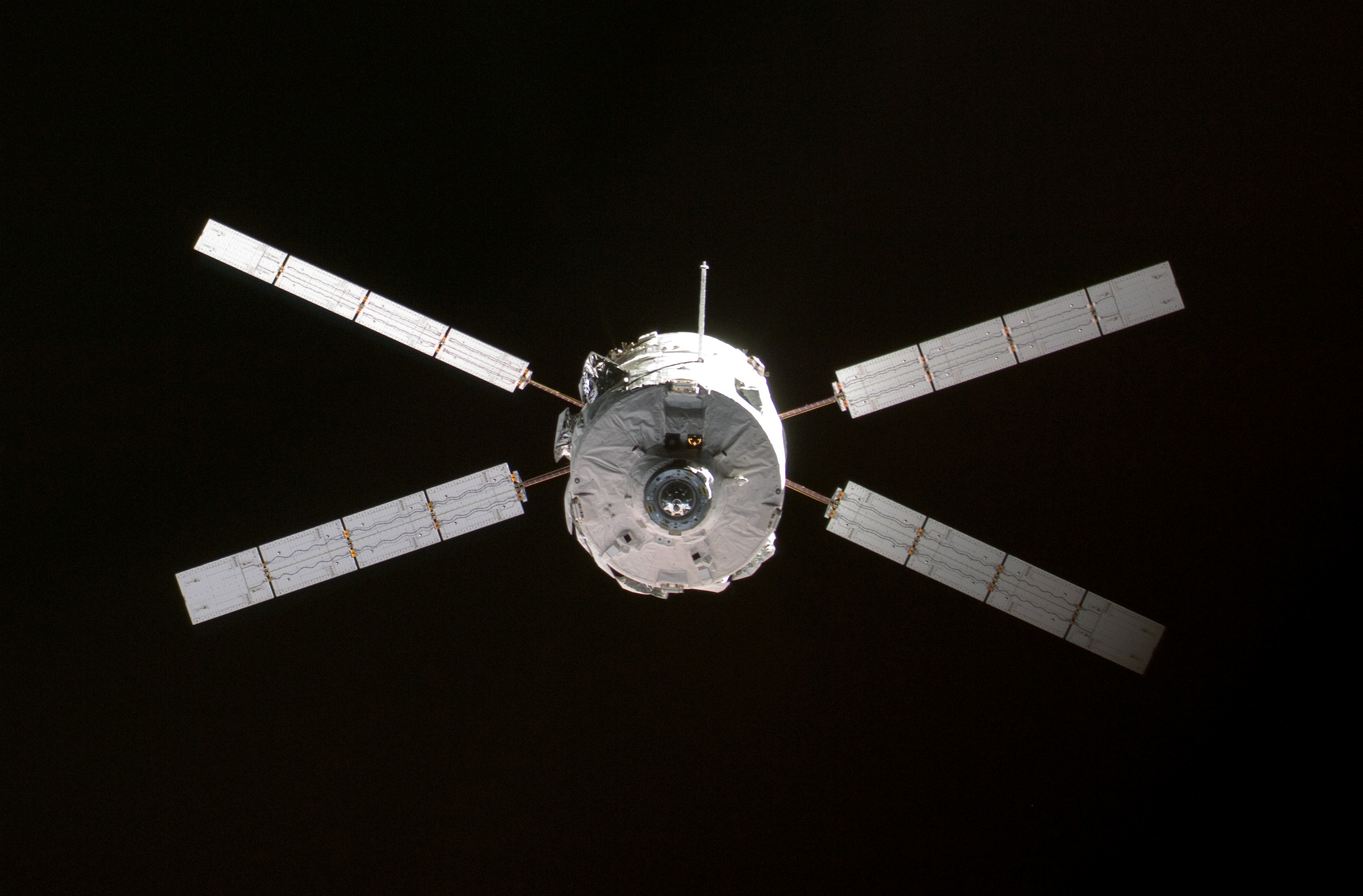
2008: ATV-ul „Jules Verne” (foto) lansat de Agenția Spațială Europeană efectuează cu succes o manevră complet automată de întâlnire și de andocare la Stația Spațială Internațională (ISS) pentru prima dată.

- 0801: Regele Ludovic cel Pios, pe atunci rege al Aquitainiei, capturează Barcelona de la mauri după un asediu de câteva luni.
- 1043: Eduard Confesorul este încoronat rege al Angliei în catedrala din Winchester.
- 1367: În Bătălia de la Nájera din timpul Războiului de o sută de ani, regele Henric al II-lea al Castiliei este învins de trupele engleze sub Sir John Chandos într-o luptă pe câmp deschis.
- 1860: Din inițiativa lui William Hepburn Russell, începe să funcționeze în Statele Unite Pony Express pentru livrare prin poștă. Compania devine un dezastru financiar,[1] dar un mit național.
- 1885: Gottlieb Daimler primește un brevet german pentru proiectarea motorului său.
- 1897: Mihail Sadoveanu a debutat în ziarul umoristic „Dracul" din București.
- 1913: Vaporul cu turbină Vaterland („Patria”) este lansat la Hamburg ca fiind cea mai mare navă de pasageri din lume. În 1917, a fost confiscat de guvernul SUA și redenumit Leviathan.
- 1922: Iosif Stalin îi succede lui Vladimir Ilici Lenin ca lider al Uniunii Sovietice.
- 1933: Primul zbor peste muntele Everest, o expediție britanică, condusă de marchizul de Clydesdale și finanțată de către Lucy, Lady Houston.
- 1946: Generalul japonez Masaharu Homma este executat pentru conducerea în Filipine a Marșului Morții de la Bataan.
- 1948: Președintele american Harry Truman a semnat Planul Marshall de ajutorare cu 5 miliarde de dolari pentru 16 țări europene afectate de cel de-Al Doilea Război Mondial.
- 1966: Stația sovietică Luna 10 a devenit primul satelit artificial al Lunii.
- 1975: Bobby Fischer refuză să joace șah împotriva lui Anatoly Karpov, titlul de campion mondial revenind astfel lui Karpov.
- 1984: La doar șapte zile după ce a preluat funcția de președinte interimar al Guineei, Louis Lansana Beavogui este răsturnat printr-o lovitură de stat militară. Colonelul Lansana Conté devine șef al statului și colonelul Diarra Traoré șef al guvernului.
- 2005: În cursa pentru primăria Capitalei s-au înscris 17 candidați. Candidatul Alianței Dreptate și Adevăr, Adriean Videanu, a câștigat din primul tur, cu 53,09% din voturi. El a fost urmat de candidatul PSD, Marian Vanghelie cu 29,56% din voturi și de Cristian Popescu (Piedone) cu 8,71%. Prezența la vot a fost extrem de redusă.
- 2007: Un tren de mare viteză TGV transformat, V150 , atinge 574,8 km/h pe ruta Strasbourg-Paris, stabilind un nou record de viteză pentru vehiculele feroviare cu roți, record deținut anterior de TGV Atlantique.
- 2008: ATV-ul „Jules Verne” lansat de Agenția Spațială Europeană efectuează cu succes o manevră complet automată de întâlnire și de andocare la Stația Spațială Internațională (ISS) pentru prima dată.
- 2017: Un atac cu bombă s-a produs într-o stație de metrou din orașul Sankt Petersburg, Rusia soldat cu 14 morți și peste 45 de răniți.
- 2025: Ungaria se retrage din Curtea Penală Internațională după ce prim-ministrul israelian și acuzat de crime de război Benjamin Netanyahu aterizează la Budapesta pentru o vizită de stat, sfidând mandatul de arestare al Curții Penale Internaționale împotriva sa.[2]

## Nașteri
- 1245: Filip al III-lea al Franței, rege francez (d. 1285)
- 1367: Regele Henric al IV-lea al Angliei (d. 1413)
- 1461: Anne a Franței, ducesă de Bourbon (d. 1522)
- 1643: Carol al V-lea de Lorena (d. 1690)
- 1770: Theodoros Kolokotronis, general grec (d. 1843)

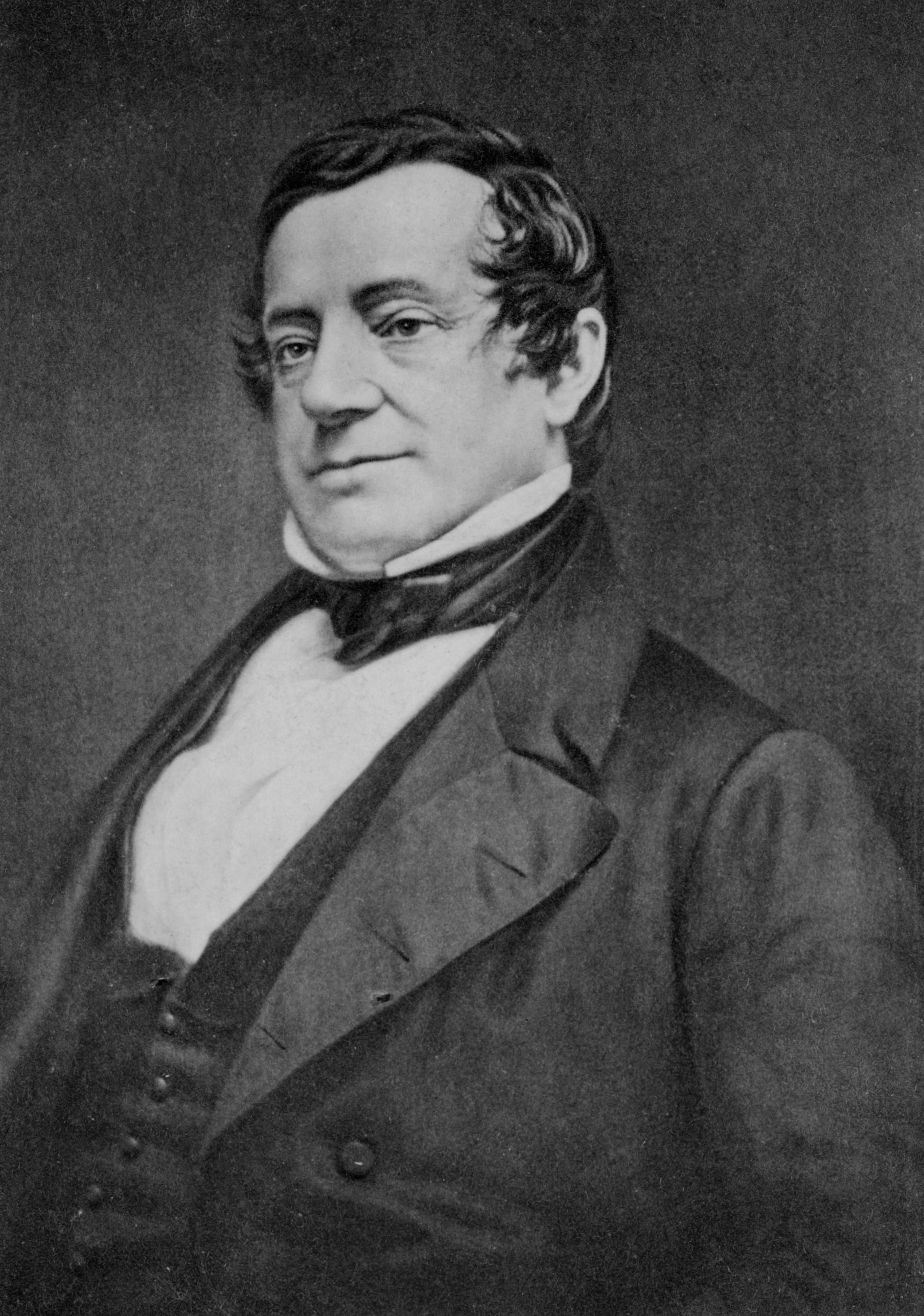
Washington Irving, scriitor american
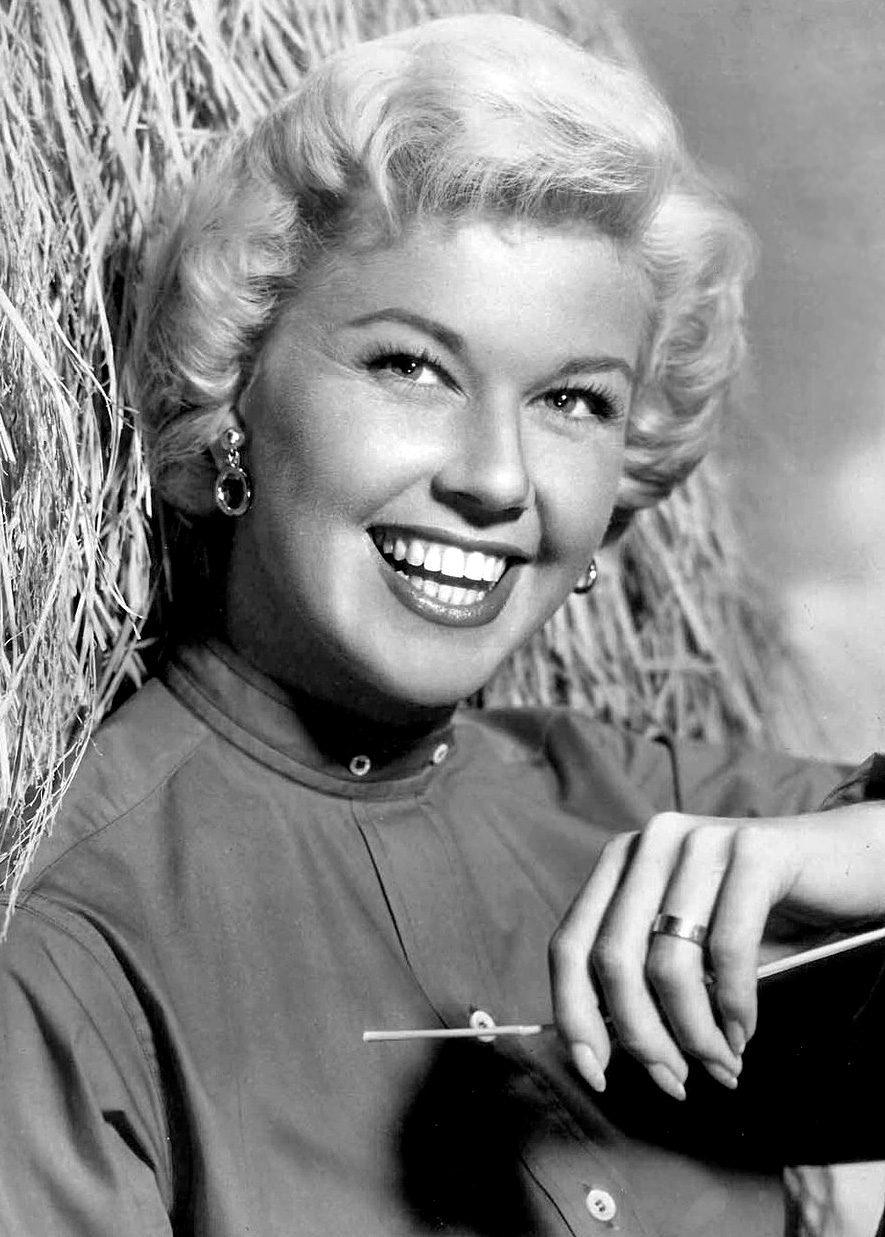
Doris Day, actriță și cântăreață americană
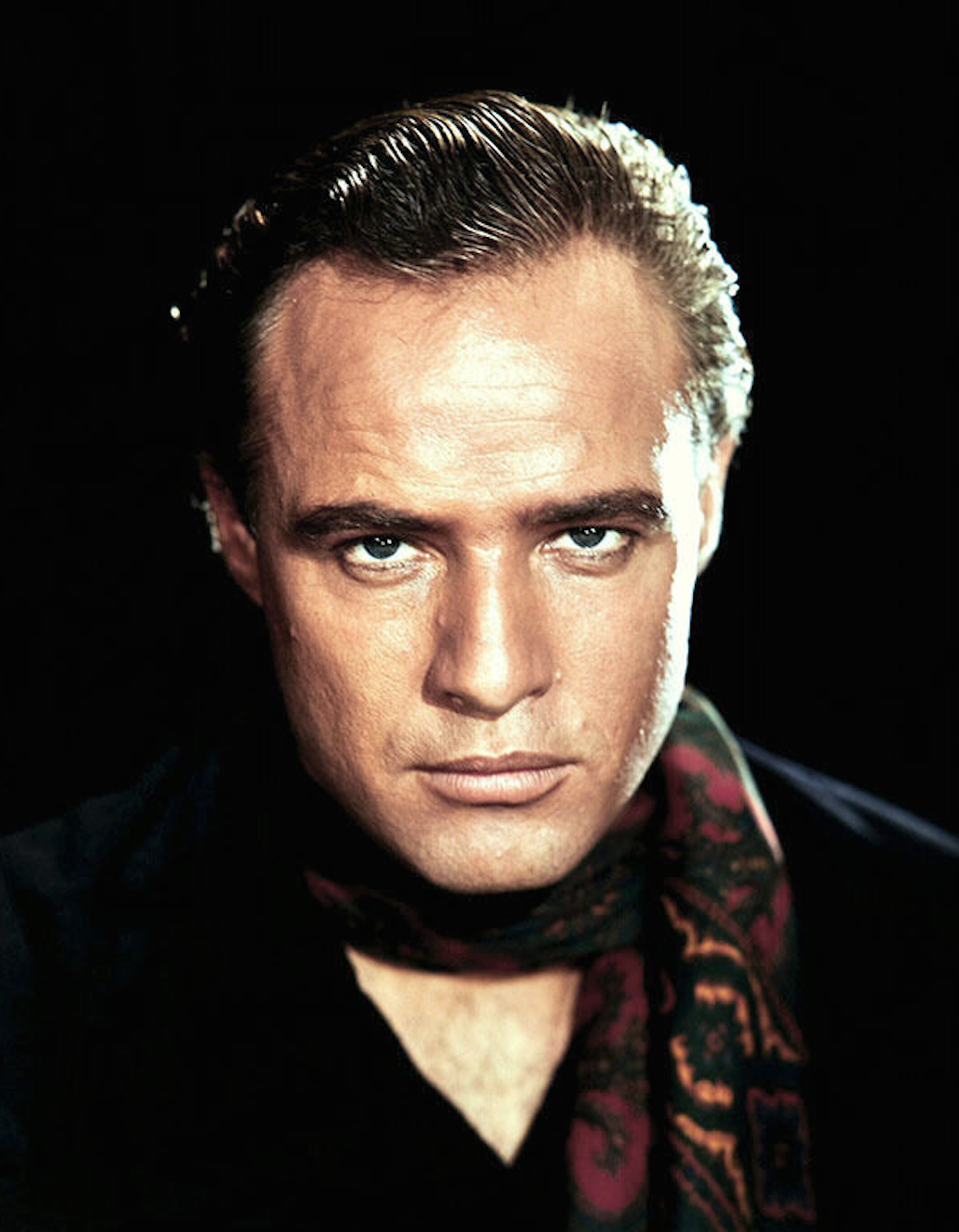
Marlon Brando, actor american

- 1783: Washington Irving, scriitor american (d. 1859)
- 1812: Louise-Marie a Franței soția regelui Leopold I al Belgiei (d. 1850)
- 1831: Prințesa Adelaide de Löwenstein-Wertheim-Rosenberg, soția regelui Miguel I al Portugaliei (d. 1909)
- 1853: Alfons Oscar Saligny, chimist român, fratele lui Anghel Saligny, membru corespondent al Academiei Române (d. 1903)
- 1863: Henry Van de Velde, arhitect și designer belgian (d. 1957)
- 1880: George Valentin Bibescu, pilot român (d. 1941)
- 1880: Otto Weininger, filosof austriac (d. 1903)
- 1881: Alcide De Gasperi, om politic italian, președinte al Parlamentului European (d. 1954)
- 1889: Grigoraș Dinicu, compozitor, violonist român (d. 1949)
- 1893: Leslie Howard, actor englez (d. 1943)
- 1893: Prințesa Maud de Fife (d. 1945)
- 1895: Eugen Cristescu, șeful Serviciului Special de Informații al României în perioada 12 noiembrie 1940 - 1 martie 1945 (d. 1950)
- 1900: Camille Chamoun, politician libanez, președinte al Libanului (d. 1987)
- 1922: Doris Day, actriță și cântăreață americană (d. 2019)
- 1924: Marlon Brando, actor american (d. 2004)
- 1926: Gus Grissom, astronaut, pilot de încercare și inginer mecanic american (Apollo 1), (d. 1967)
- 1927: Luigi Ionescu, cântăreț român (d. 1994)
- 1930: Helmut Kohl, cancelar german (d. 2017)
- 1938: Victor Babiuc, politician român (d. 2023)
- 1941: Eric Braeden, actor germano-american
- 1945: Catherine Spaak, actriță, cântăreață și jurnalistă de origine franco-belgiană, naturalizată italiană (d. 2022)

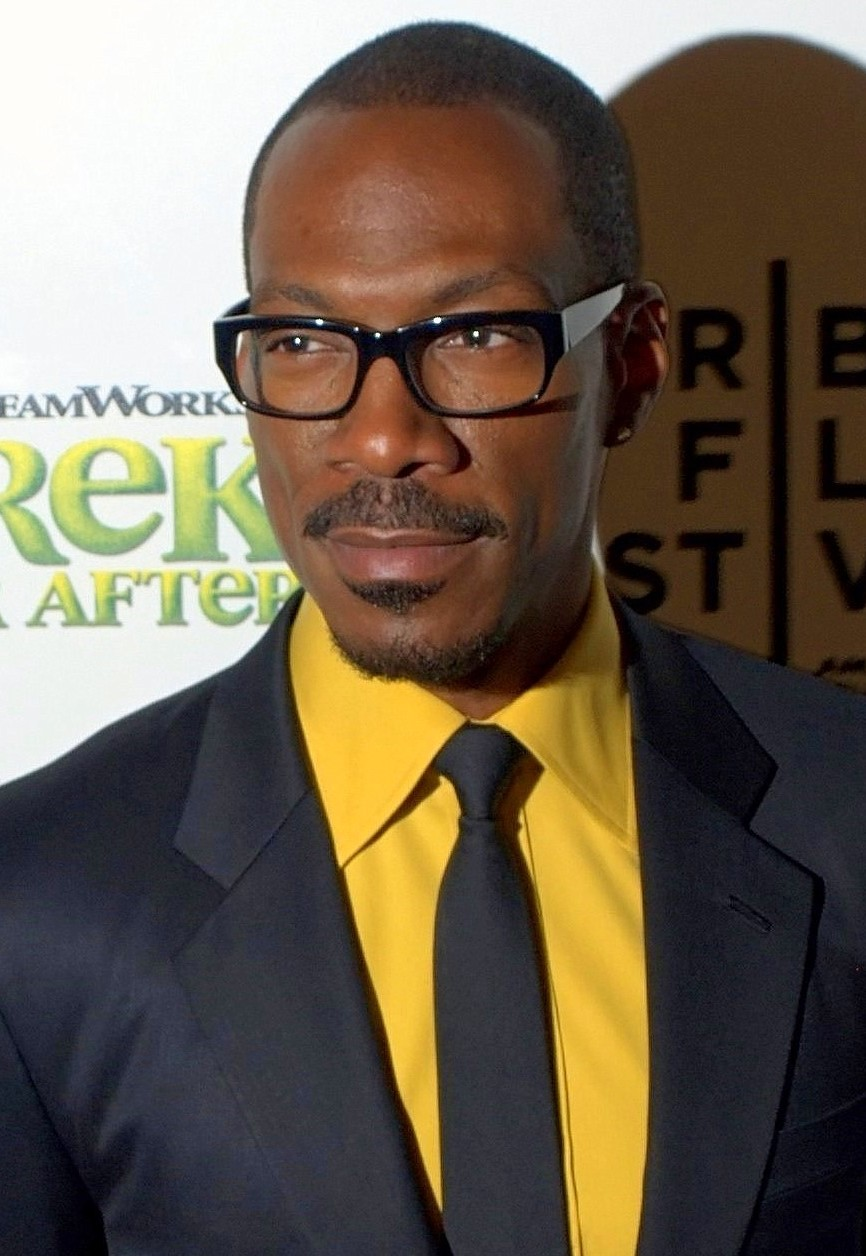
Eddie Murphy, actor american
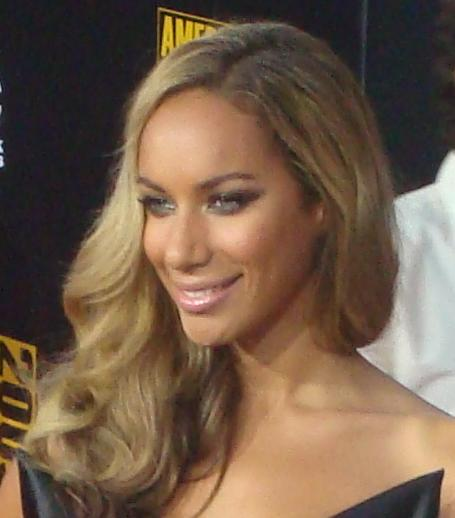
Leona Lewis, cântăreață engleză
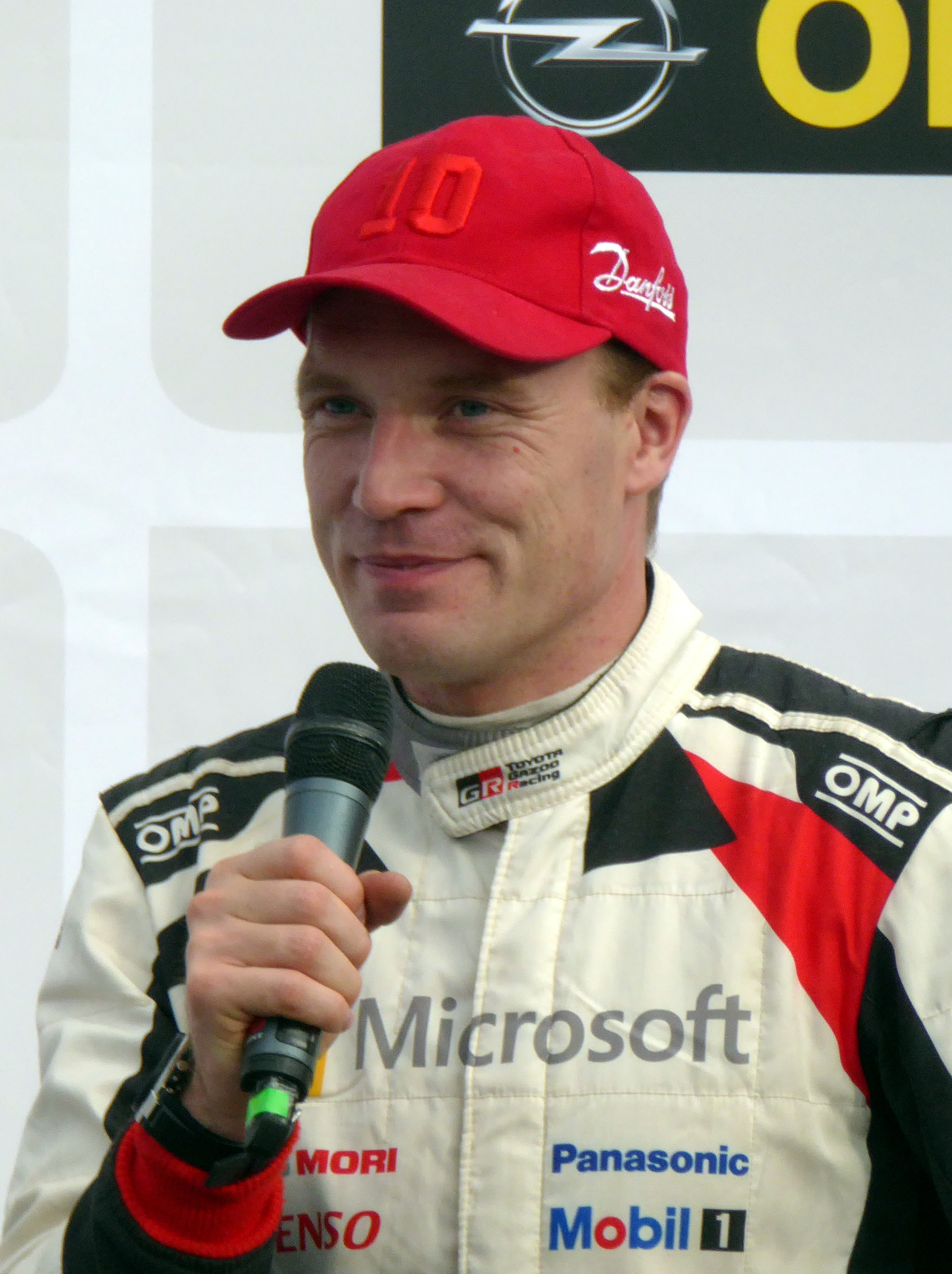
Jari-Matti Latvala, pilot finlandez de raliuri

- 1948: Jaap de Hoop Scheffer, politician olandez, al 11-lea secretar general NATO
- 1952: Andrei Cornea, eseist, istoric al artei, clasicist și publicist român
- 1958: Alec Baldwin, actor american
- 1961: Eddie Murphy, actor, cântăreț, regizor și producător american
- 1967: Cristi Puiu, regizor român
- 1973: DJ Sava, dj și artist român
- 1978: Thomas Haas, jucător german de tenis
- 1982: Sofia Boutella, actriță algeriano-franceză
- 1985: Leona Lewis, cântăreață engleză
- 1985: Jari-Matti Latvala, pilot finlandez de raliuri
- 1986: Amanda Bynes, actriță americană
- 1987: Alexandru Tudose, fotbalist român
- 1989: Iveta Luzumová, handbalistă din Cehia
- 1990: Dorothea Wierer, biatlonistă italiană

## Decese
- 1287: Papa Honoriu al IV-lea (n. c. 1210)
- 1596: Sinan Pașa (n. 1506)
- 1682: Bartolome Esteban Murillo, pictor spaniol (n 1618)
- 1827: Ernst Chladni fizician și muzician german (n. 1756)
- 1849: Juliusz Słowacki, poet polonez (n. 1809)
- 1868: Franz Berwald, compozitor suedez (n. 1796)
- 1897: Johannes Brahms, compozitor german (n. 1833)

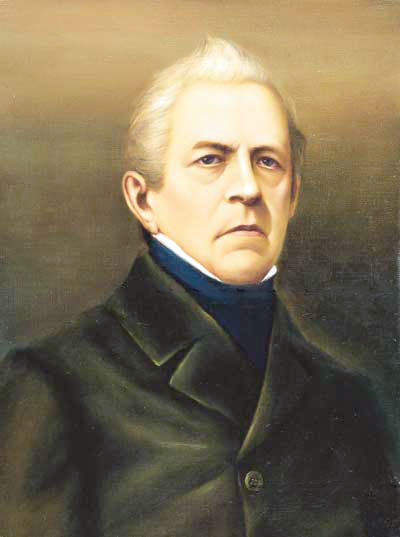
Franz Berwald, compozitor suedez
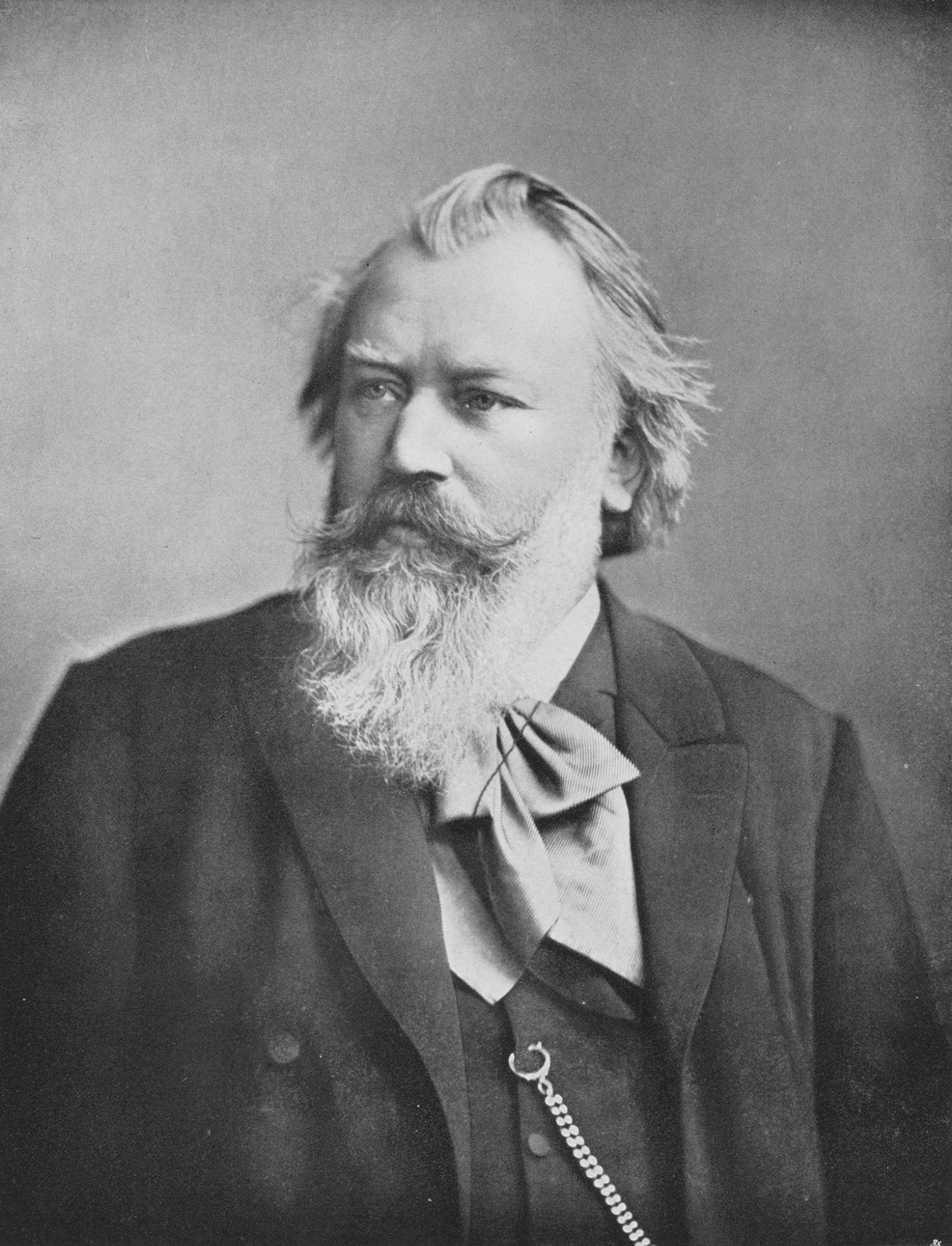
Johannes Brahms, compozitor german
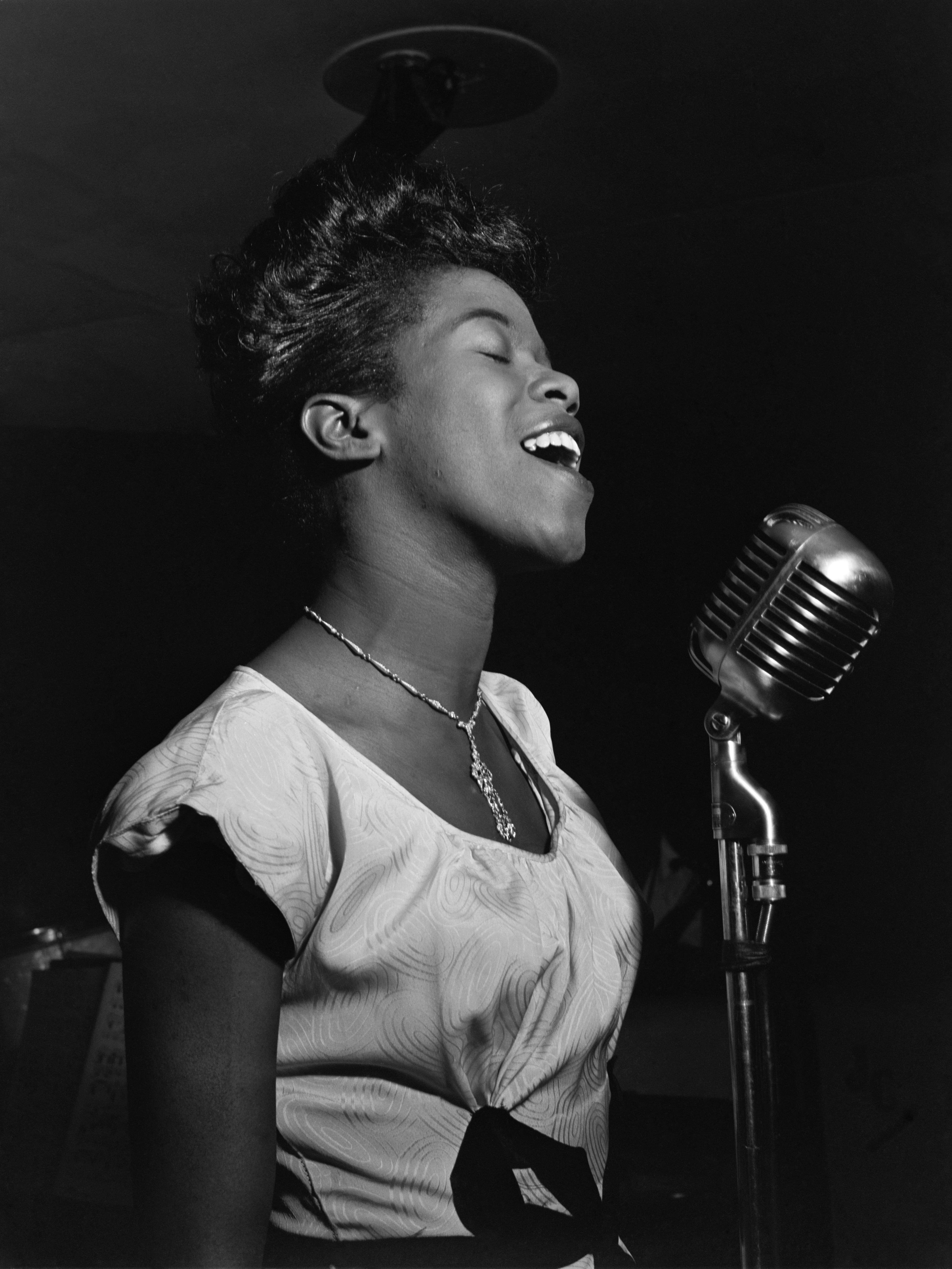
Sarah Vaughan, cântăreață americană de jazz

- 1901: Maxime Cornu, botanist și micolog francez (n. 1843)
- 1905: Ion Pop-Reteganul, folclorist român (n. 1853)
- 1933: Anna de Noailles, scriitoare franceză de origine română (n. 1876)
- 1944: Octav Băncilă, pictor român (n. 1872)
- 1945: Ernő Grünbaum, pictor, litograf și grafician româno-maghiar (n. 1908)
- 1946: Gheorghe Nichifor, matematician și pedagog român (n. 1886)
- 1990: Sarah Vaughan,  cântăreață americană de muzică jazz (n. 1924)
- 1991: Graham Greene, scriitor englez (n. 1904)
- 1997: Mariana Drăghicescu,  cântăreață română de muzică populară (n. 1952)
- 2006: Harry McGilberry, cântăreț american de muzică R&B și soul (n. 1950)
- 2014: Michael, Prinț al Prusiei (n. 1940)
- 2015: Petre Anghel, scriitor român, profesor universitar și conducător de doctorat (n. 1944)
- 2015: Paul Grigoriu, jurnalist român, realizator de emisiuni radiofonice (n. 1945)
- 2018: Darie Novăceanu, scriitor român (n. 1937)

## Sărbători
- Ziua Jandarmeriei Române [3]